# 倫傑什蒂鄉

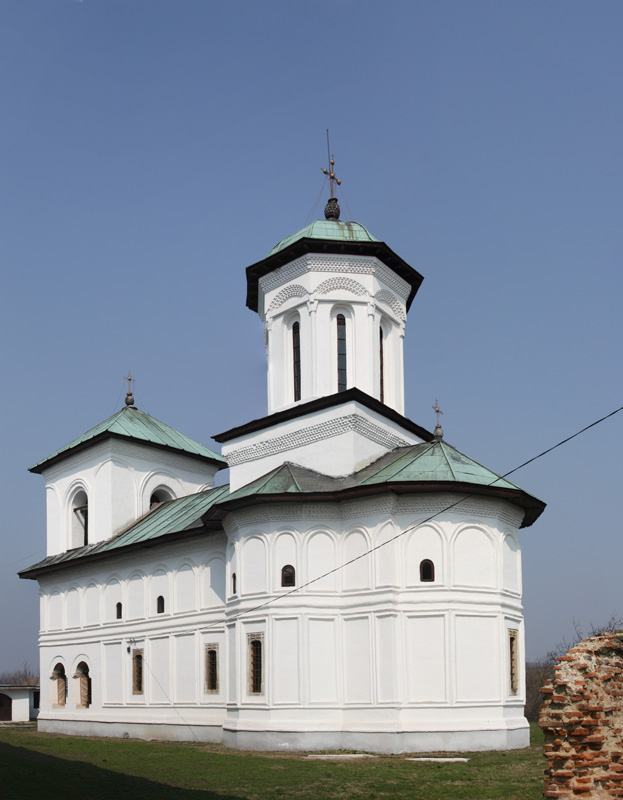

44°34′N 24°11′E / 44.567°N 24.183°E
倫傑什蒂鄉（羅馬尼亞語：Comuna Lungești, Vâlcea），是羅馬尼亞的鄉份，位於該國西南部，由沃爾恰縣負責管轄，面積60平方公里，海拔高度204米，2002年人口3,484，人口密度每平方公里58人。